# Mūsų dienos kaip šventė
Mūsų dienos kaip šventė è un singolo del gruppo musicale lituano Skamp, pubblicato nel 2002. Il brano vede la partecipazione del cantante Vytautas Kernagis.

## Tracce
1. Mūsų dienos kaip šventė (feat. Vytautas Kernagis)
2. Summer Is in the Air
3. Mūsų dienos kaip šventė (Hip Hop RMX)
4. Padaryta dar viena (Bounce RMX)